# NSU Motorenwerke AG
NSU Motorenwerke AG (NSU) foi uma montadora de carros e motores alemã e junto com outras empresas formou a atual Audi.
A NSU é conhecia principalmente por ter sido a primeira a licenciar o uso de motores rotativos Wankel e uma das três montadoras a fazê-lo até os dias atuais (sendo as outras a Mazda e a Citroën). O NSU Ro 80 foi o segundo modelo de produção em massa na história a utilizar este tipo de motor.
Em 1967 a NSU e a Citroën formaram uma companhia chamada Comotor cujo objetivo era produzir motores para a Citroën e para terceiros.

## História

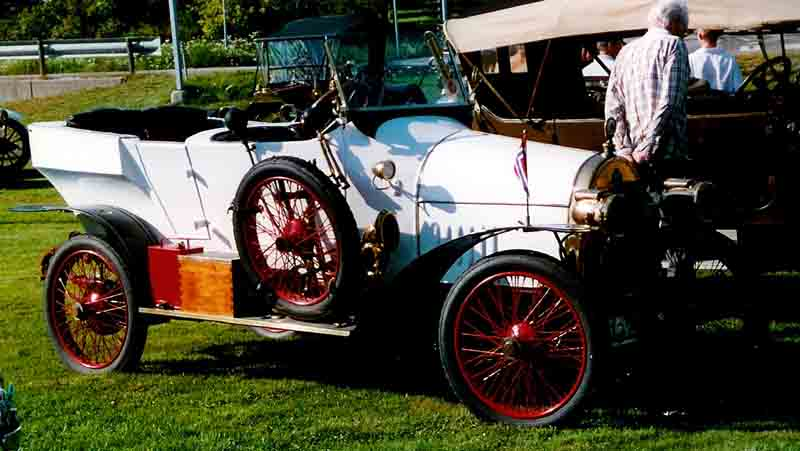
Nsu 6 18 PS Doppelphaeton 1913

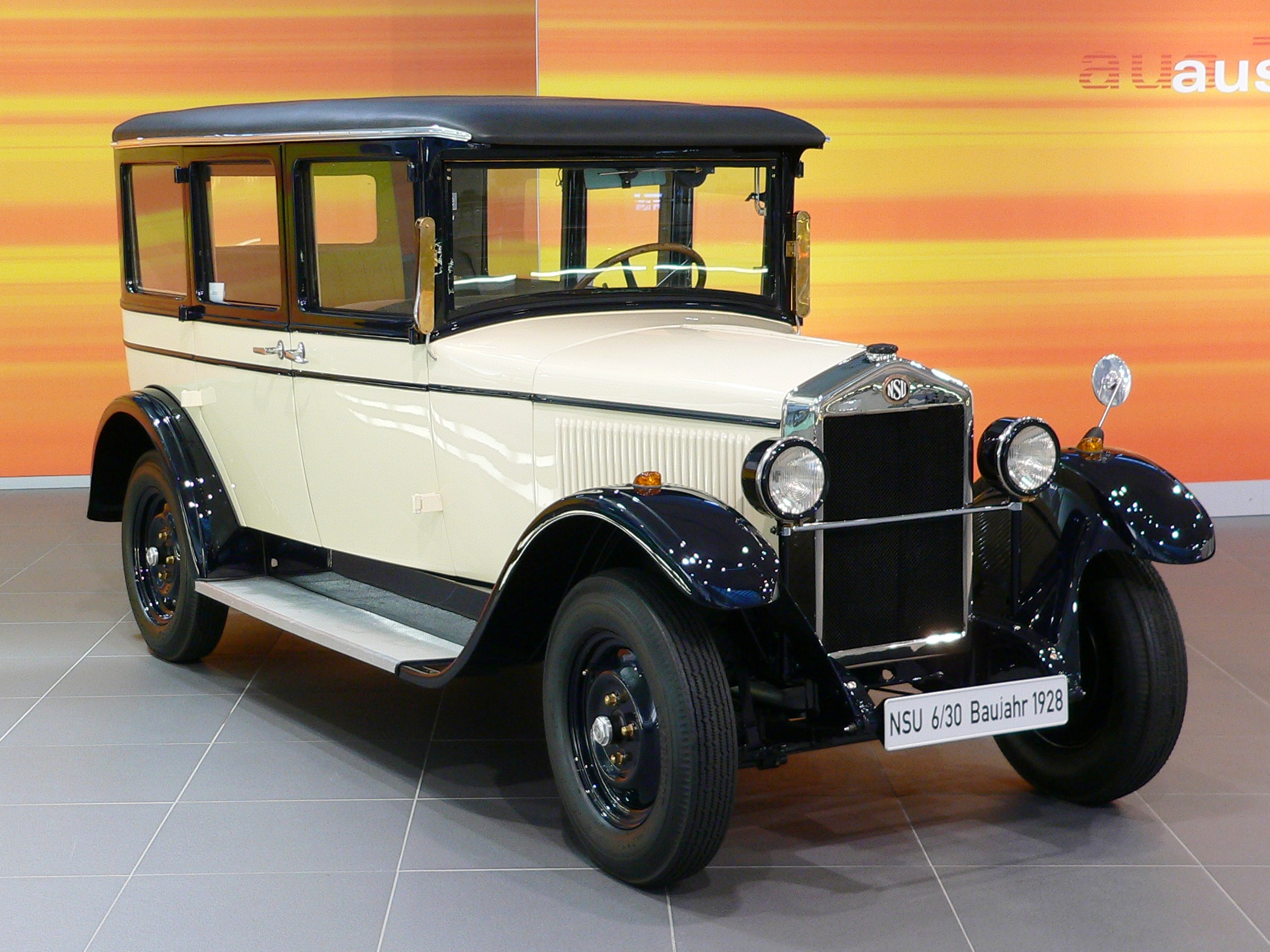
NSU 6/30 (1928)

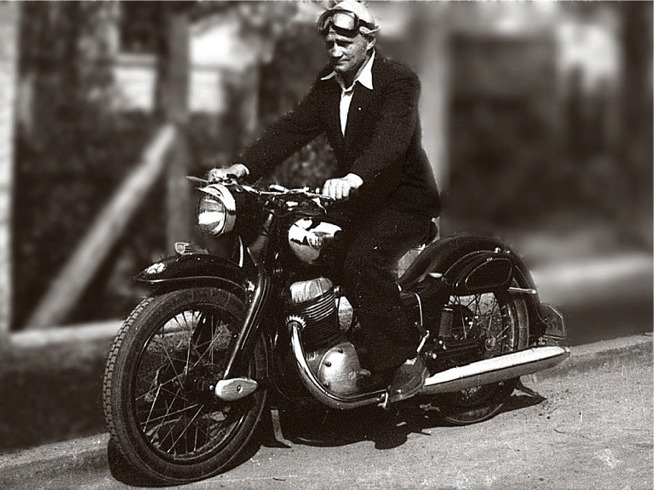
NSU Max Standard

A NSU originou-se como a "Mechanische Werkstätte zur Herstellung von Strickmaschinen", uma fabricante de máquinas de tricotar criada em 1873 por Christian Schmidt, um empresário tecnicamente esperto, na cidade de Riedlingen, no Danúbio. A empresa mudou-se em 1880 para Neckarsulm. Seguiu-se um período de rápido crescimento e, em 1886, a empresa começou a produzir bicicletas, sendo a primeira delas uma "alta roda" ou "Penny-farthing", com a marca "Germania". Em 1892, a fabricação de bicicletas substituiu completamente a produção de teares. Mais ou menos nessa época, o nome NSU apareceu como um nome de marca. A primeira motocicleta da NSU apareceu em 1901, seguida pelo primeiro carro da NSU em 1905. Em 1932, sob pressão de seu banco (Dresdner Bank), a NSU reconheceu o fracasso de sua tentativa de entrar no volume da produção de automóveis, e sua fábrica de carros recém-fabricada em Heilbronn foi vendida para a Fiat, que usou a fábrica para montar modelos da Fiat para o mercado alemão. A partir de 1957, os carros da NSU-Fiat assumiram a marca Neckar. Durante a Segunda Guerra Mundial, a NSU produziu o Kettenkrad, o NSU HK101, uma motocicleta de meia pista com o motor do Opel Olympia. Eles também fizeram a motocicleta 251 OSL durante a guerra.